# ماكوتو تاكيدا
ماكوتو تاكيدا (باليابانية: 武田専) (و. 1923 – 2013 م) طبيب نفسي، من اليابان، في طوكيو، عن عمر يناهز 90 عاماً.

## التعليم
تعلم في جامعة كيئو.